# Castello di Croia

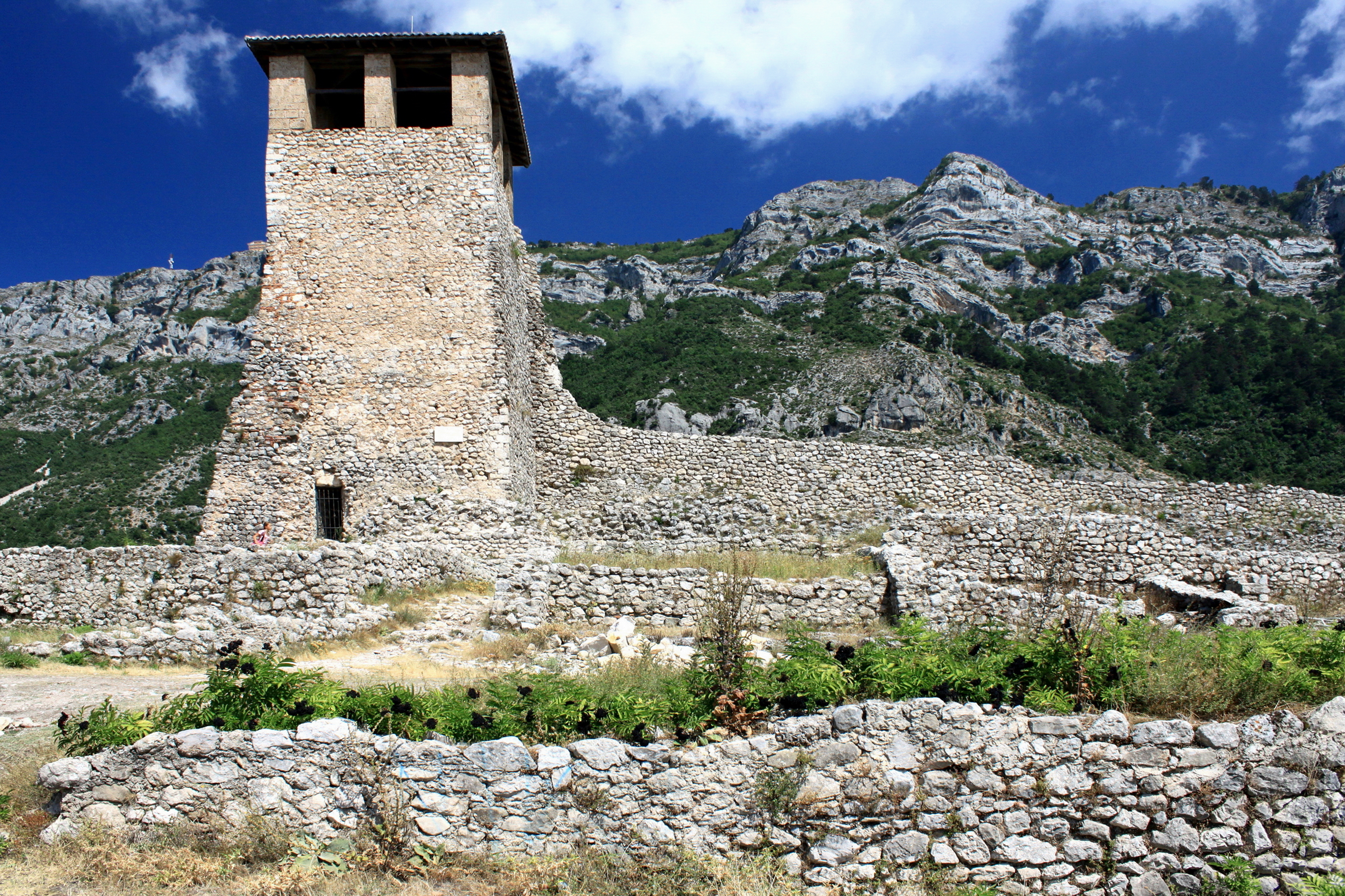
Torre del Castello

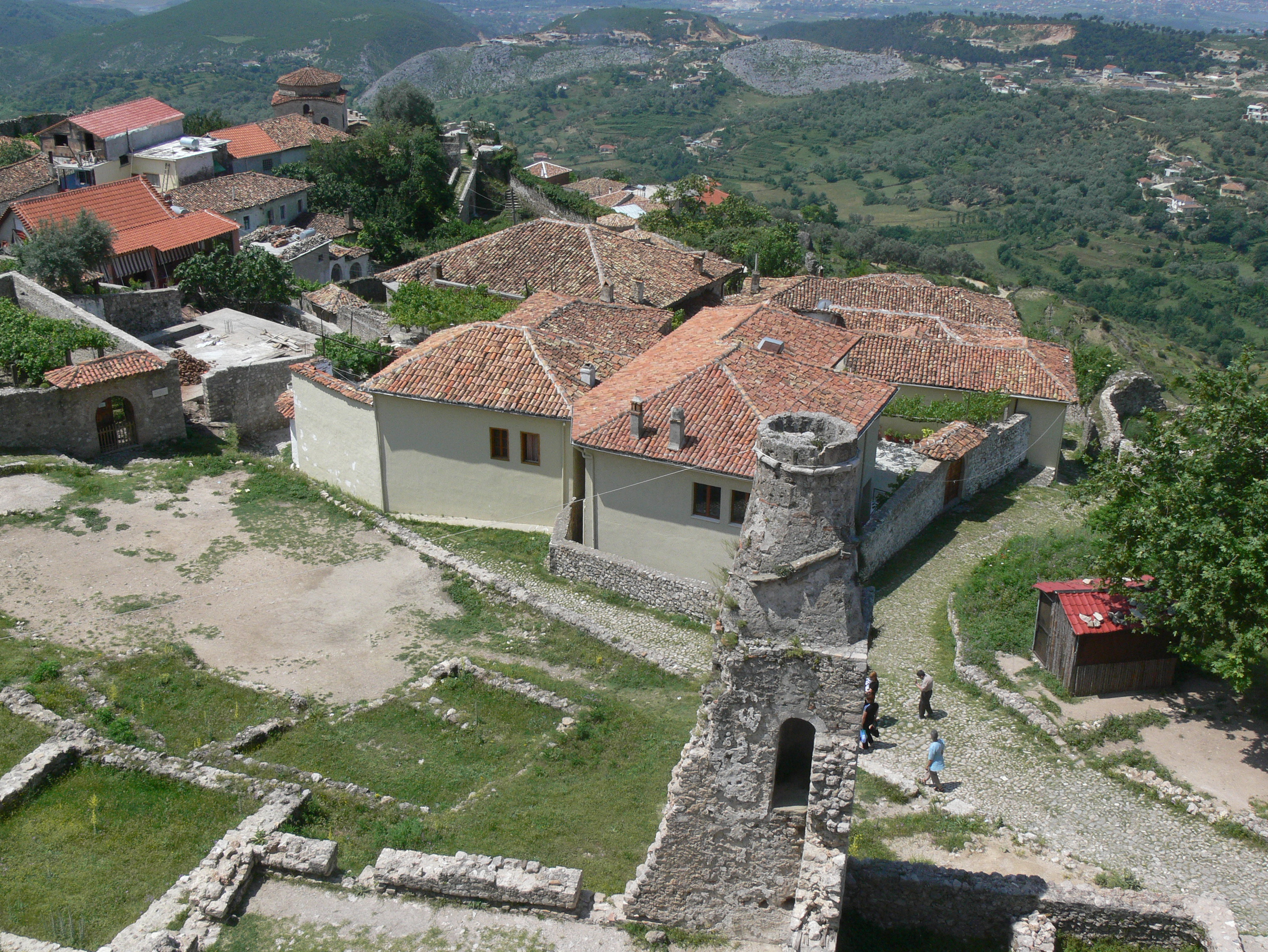
Interno del castello

Il castello di Croia è un castello che si trova nell'omonima città albanese.
Costruito tra il IV e il V secolo sui resti di un precedente insediamento illirico del III secolo a.C., grazie a successivi ampliamenti, raggiunse la forma completa alla fine del XII secolo il castello diventando un centro delle guarnigioni bizantine.
Grazie alla lunga inespugnabilità, caposaldo dei domini di Scanderbeg e della resistenza contro i turchi ottomani, il castello divenne uno dei più noti dell'Europa medioevale. Oggi vi ha sede il museo nazionale "Gjergj Kastrioti Skënderbeu".
Il castello è raffigurato sul retro della banconota albanese da 1.000 lekë del 1992-1996 e della banconota da 5.000 lekë emessa dal 1996.